# Ponanella woldai
Ponanella woldai är en insektsart som beskrevs av Delong 1976. Ponanella woldai ingår i släktet Ponanella och familjen dvärgstritar. Inga underarter finns listade i Catalogue of Life.